# Zakatoshia
Zakatoshia — рід грибів. Класифіковано у 1973 році.

## Класифікація
До роду Zakatoshia відносять 2 видів:
- Zakatoshia erikssonii
- Zakatoshia hirschiopori